# Toni Trucks
Toni Trucks (nascida em 30 de setembro de 1980) é uma atriz americana.
Em 2011 participou da série House MD no Episódio "Caso de Caridade".

## Ligações Externas
- Toni Trucks. no IMDb.
- Official web site